# Là ủi
Đối với các quần áo hay vải vóc, người ta thường là hay ủi chúng bằng bàn là (còn gọi là bàn ủi) để loại bỏ những nếp nhăn trên vải. Hành động này có khi được gọi tắt là ủi đồ. Khi các phân tử trong polymer của sớ vải bị nung nóng, sẽ không kết cấu chặt vào nhau và bị nới ra, sức nặng của bàn là và sức ép của thợ ủi qua đó làm thay đổi hình dạng của sớ vải. Đến khi nguội vải vẫn sẽ giữ hình thái thẳng này. Thường nhiệt độ cần thiết là khoảng 100 °C. Nhiều loại vải (ví dụ vải bông) cần có nước phun vào trước khi ủi để ủi dễ dàng hơn. Nhiều loại vải sợi tổng hợp phát triển vào nửa sau thế kỷ 20 gần như không cần phải là mà vẫn thẳng. Một số loại vải như vậy có thành phần là các polyester chống nhăn kết hợp với vải sợi bông.
Ngoài công năng chính là loại trừ những nếp nhăn trên vải, việc là ủi quần áo còn có tác dụng tiêu trừ các ký sinh trùng và mầm bệnh dưới tác động nhiệt của nó; điều này đặc biệt quan trọng trong các trường hợp ví dụ như ở nơi loài ruồi Cordylobia anthropophaga lộng hành.
Mặc dù mốc thời gian hình thành thói là ủi quần áo, vải vóc, ngay từ thời tiền sử người xưa đã từng dùng một số phương pháp và dụng cụ (thủy tinh, gỗ, đá,...) để làm phẳng quần áo. Người Trung Hoa được cho là dân tộc đầu tiên dùng kim loại cho việc là ủi.
Bàn là điện được phát minh vào năm 1882 bởi by Howard Seeley. Ông được cấp bằng phát minh vào ngày 6 tháng 6 cùng năm (U.S. Patent no. 259,054).

## Mục đích
Những bộ quần áo được ủi phẵng phiu được cho rằng trông bắt mắt và lôi cuốn hơn so với những bộ quần áo dúm dó. Sau khi may xong những bộ quần áo - nhất là quần và bộ complê - các thợ may thường ủi chúng để chúng nằm trong những dáng hình thích hợp. Một số loại vải như vải lanh thường được cho là sẽ mặc thoải mái hơn sau khi ủi. Là ủi quần áo cũng sẽ giúp tiêu trừ các loại ký sinh trùng như chấy, ghẻ, ruồi Cordylobia anthropophaga, mặc dù việc sấy khô quần áo tỏ ra hiệu quả hơn.

## Dụng cụ dùng trong việc là ủi

### Bàn là

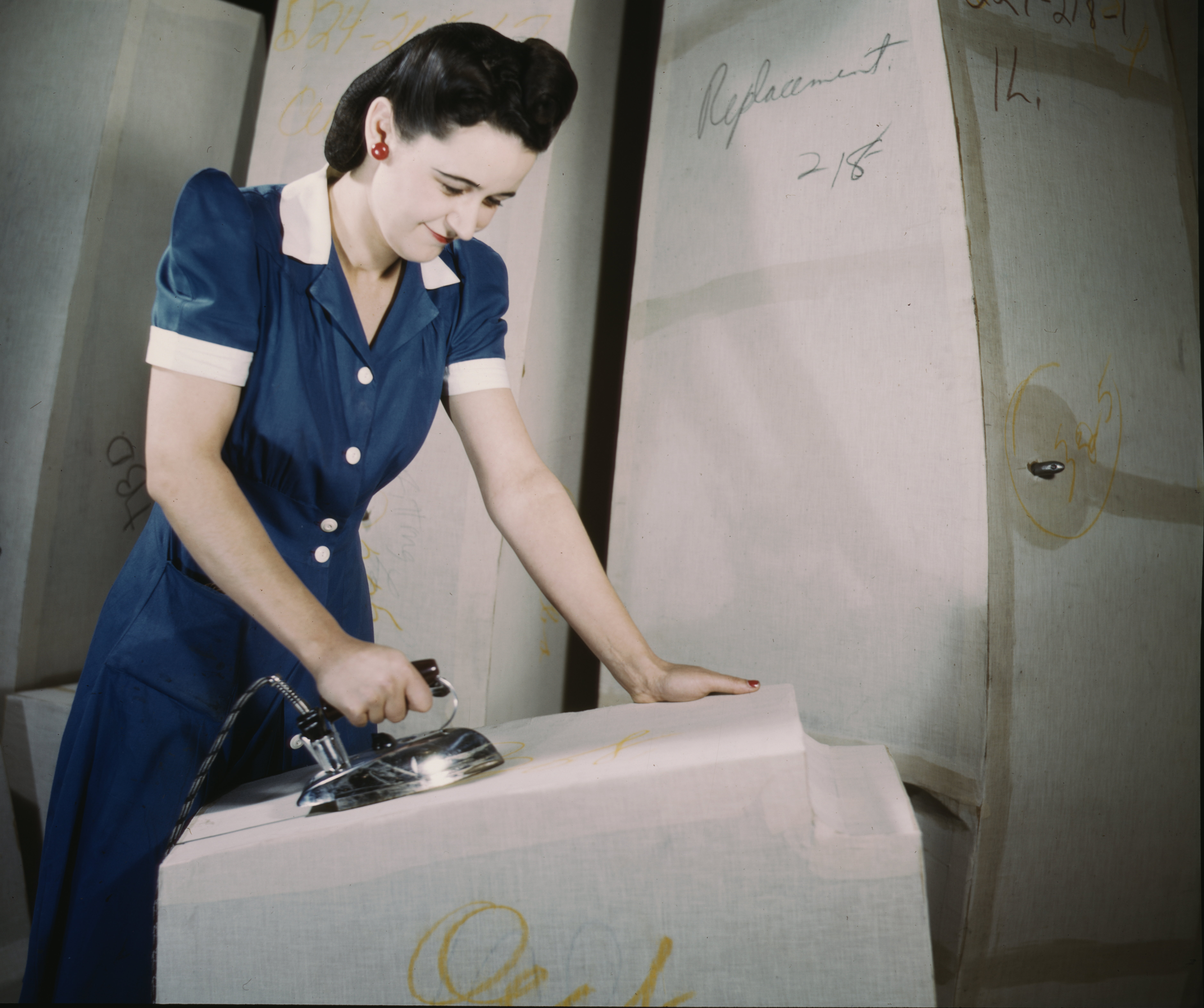
Một phụ nữ Hoa Kỳ đang ủi quần áo.

Bàn là hay bàn ủi là một công cụ dùng nhiệt để làm quần áo phẳng phiu
Việc là ủi quần áo sẽ được thực hiện trên một chiếc bàn. Loại bàn chuyên dụng cho là ủi quần áo thường phải nhỏ gọn, dễ mang vác, có thể gấp gọn lại được và có mặt bàn làm bằng chất liệu chịu nhiệt. Một số loại bàn có tích hợp thêm một thiết bị gia nhiệt và một thiết bị hút chân không điều khiển bằng bàn đạp để hút gió xuyên qua bàn làm khô quần áo.
Ngày 16 tháng 2 năm 1858 W. Vandenburg và J. Harvey được cấp bằng sáng chế về một loại bàn giúp cho việc ủi các ống tay áo, ống quần trở nên dễ dàng hơn. Loại bàn chuyên dụng để là ủi quần áo được một người Canada, John B. Porter sống ở Yarmouth, Nova Scotia phát minh vào năm 1875. Trong số các phát minh của ông có cả một loại bàn có thể dễ dàng di dời đi được.

### Gối là
Gối là hay gối ủi là một chiếc gối hình miếng thịt đùi dùng để làm miếng đệm phía dưới quần áo khi ủi các ống tay áo, cổ áo.

### Các thiết bị thương mại
Các tiệm giặt khô hay tiệm giặt ủi thường dùng một chiếc máy là hơi để thực thi phần lớn các công đoạn của ủi quần áo. Một chiếc bàn là xoay cũng có thể được dùng cho việc này.

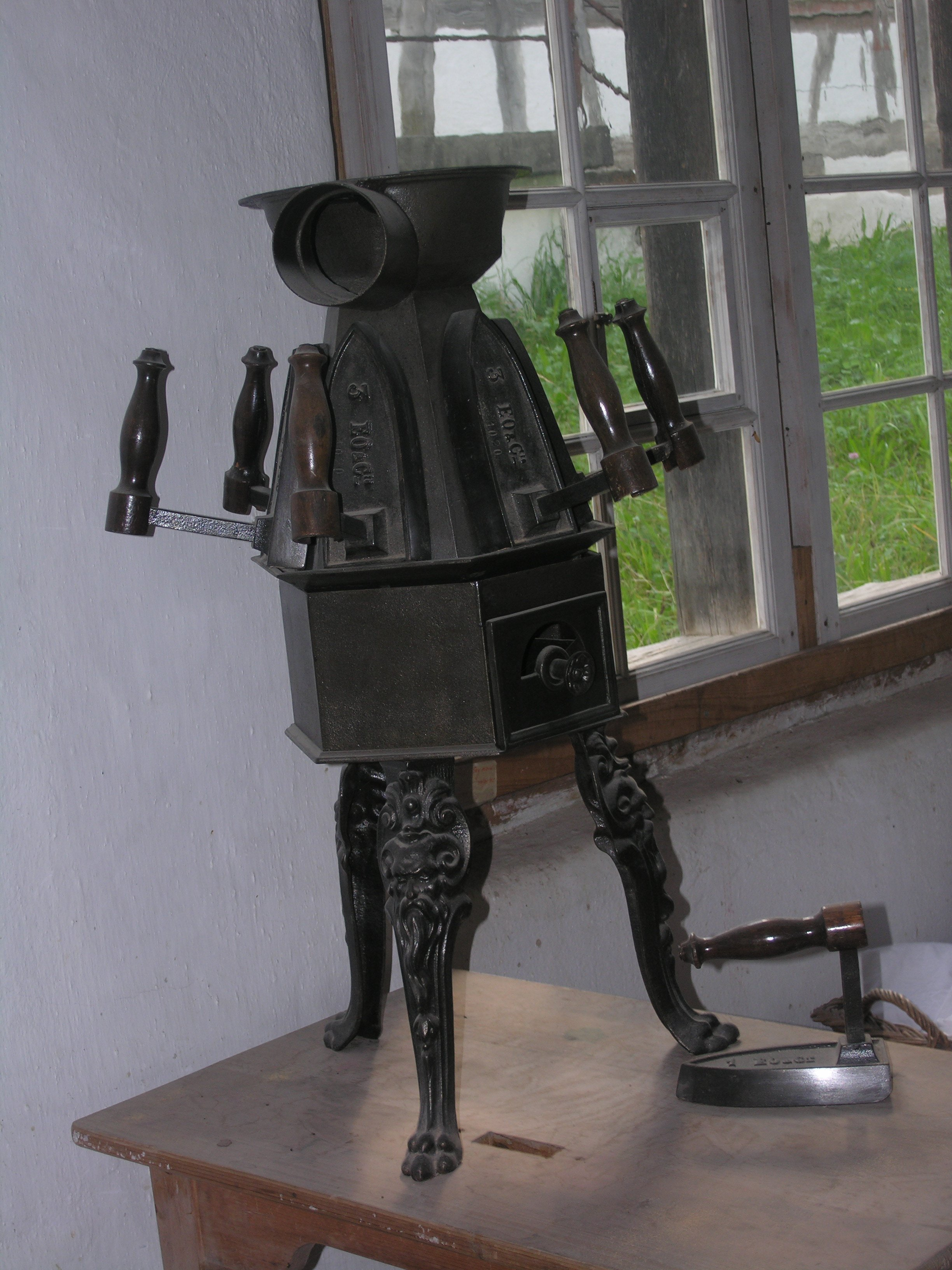
Lò nung của thợ may.
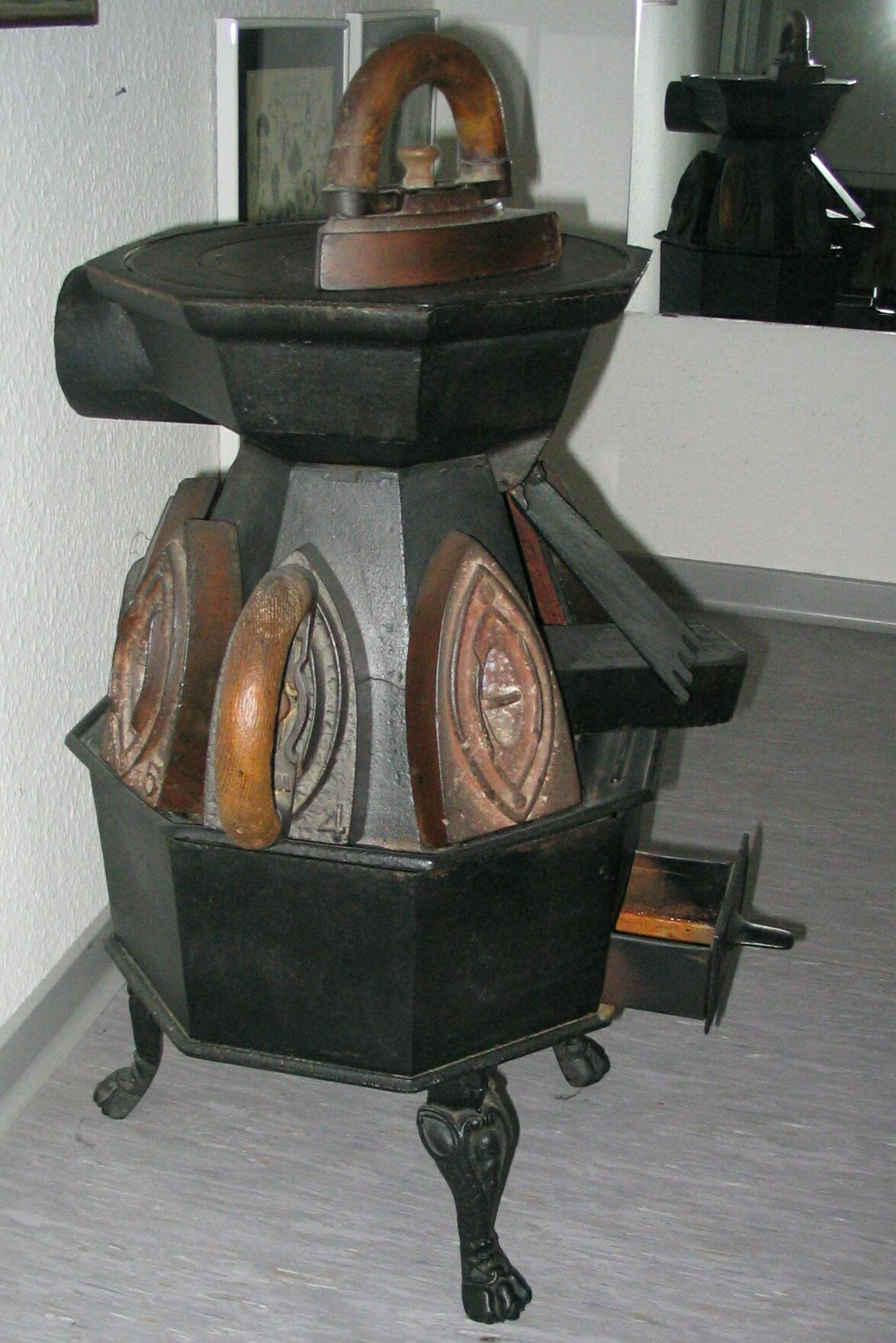
Lò nung của thợ may.
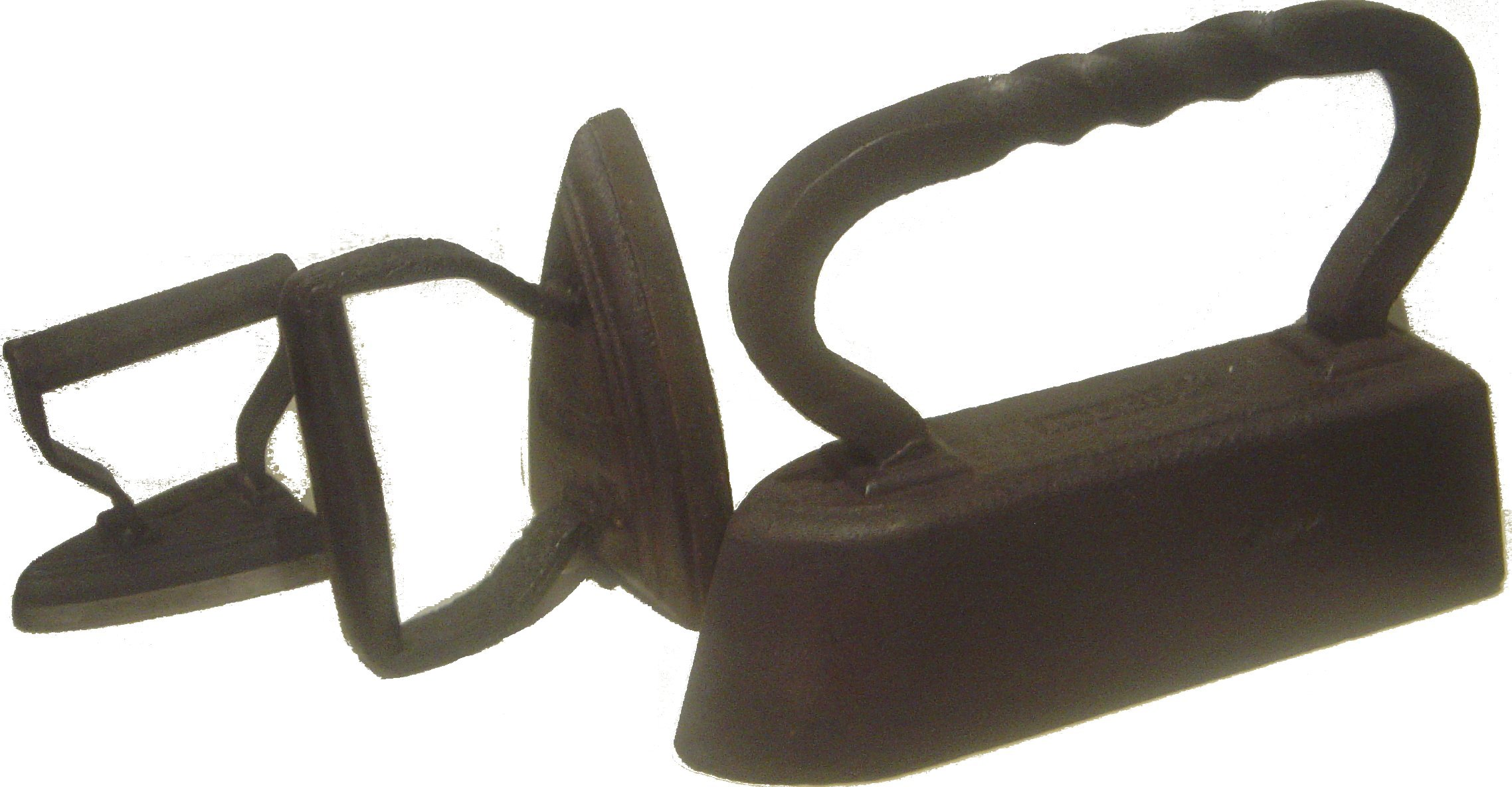
Một số bàn là cổ.

Trước đây, các tiệm may cũng hay dùng các lò nung đặc biệt dùng để nung nóng các bàn là.

## Nhiệt độ là ủi thích hợp cho các loại vải
| Loại vải            | Nhiệt độ        | Điểm nhiệt độ |
| ------------------- | --------------- | ------------- |
| Toile               | 240 °C          |               |
| Triaxetat           | 200 °C          |               |
| Vải bông            | 204 °C / 400 °F | * * *         |
| Vải lanh            |                 | * * *         |
| Viscose/Tơ nhân tạo | 190 °C          | * *           |
| Len                 | 148 °C / 300 °F | * *           |
| Polyester           | 148 °C / 300 °F | *             |
| Lụa                 | 148 °C / 300 °F | *             |
| SympaTex            |                 | *             |
| Acetate             | 143 °C          | *             |
| Sợi Acrylic         | 135 °C          |               |
| Vải bóng            | 135 °C          |               |
| Nylon               | 135 °C          |               |

| Điểm nhiệt độ | Nhiệt độ |
| ------------- | -------- |
| *             | < 110 °C |
| * *           | < 150 °C |
| * * *         | < 200 °C |

Trong trường hợp vải mang những màu nhạy cảm với nhiệt, thì nhiệt độ là ủi thường phải thấp hơn nhiệt độ quy định.

## Nguyên lý vật lý
Nguyên lý của việc là ủi chính là điểm chuyển dịch lỏng-rắn. Khi vải được nung nóng hơn điểm chuyển dịch này, thớ vải trở nên dễ lưu động hơn vì vậy sức nặng của bàn là và sức ép của người thợ ủi có thể dễ dàng thay đổi hình dạng của sớ vải.

## Đặc điểm công thái học
Việc là ủi quần áo một cách quá thường xuyên có thể dẫn đến tổn thương do lặp đi lặp lại quá mức xảy ra cổ tay.

## Thể thao
- Là ủi mạo hiểm là một môn thể thao mạo hiểm không chính thống.